# Kastaars!
Kastaars! zijn mediaprijzen voor Vlaams tv-, radio- en onlinetalent. In 2023 werden de eerste Kastaars! in een gelijknamig televisieprogramma uitgereikt in het Studio 100 Pop-Up Theater in Puurs. Deze opvolger van de Vlaamse Televisie Sterren werd op verschillende tv-zenders uitgezonden.

## Concept
In 2023 werd geopteerd voor twee soorten categorieën: Kijkers, luisteraars en surfers konden in verschillende categorieën stemmen op hun persoonlijke favorieten. Daarnaast bepaalt een negenkoppige jury, onder leiding van Luc Appermont, de winnaars in enkele andere categorieën zoals Doorbraak van het jaar. De jury bestaat, naast Luc Appermont, uit Nora Gharib, Malin-Sarah Gozin, Yasmien Naciri, Goedele Liekens, Ingeborg Sergeant, Amir Bachrouri, Bert Geenen, Sam De Graeve en Tim Van Aelst.

## Overzicht
| Editie | Uitzenddatum    | Aantal prijzen | Presentatie      | Presentatie    | Presentatie   |
| Editie | Uitzenddatum    | Aantal prijzen | VRT              | VTM            | Play4         |
| ------ | --------------- | -------------- | ---------------- | -------------- | ------------- |
| 2022   | 28 januari 2023 | 11             | Danira Boukhriss | Koen Wauters   | Gert Verhulst |
| 2023   | 27 januari 2024 | 10             | Danira Boukhriss | Koen Wauters   | Gert Verhulst |
| 2024   | 8 februari 2025 | 10             | Kamal Kharmach   | Ruth Beeckmans | Rik Verheye   |

## Uitreikingen

### Kastaars! 2022
De eerste uitreiking van de Kastaars! vond plaats op 28 januari 2023. De ceremonie werd gepresenteerd door Koen Wauters, Danira Boukhriss en Gert Verhulst.

### Kastaars! 2023
De tweede uitreiking van de Kastaars! vond plaats op 27 januari 2024. De ceremonie werd opnieuw gepresenteerd door Koen Wauters, Danira Boukhriss en Gert Verhulst.

### Kastaars! 2024
De derde uitreiking van de Kastaars! vond plaats op 8 februari 2025. De ceremonie werd gepresenteerd door Ruth Beeckmans, Kamal Kharmach en Rik Verheye.

## Prijzen
Hieronder een overzicht van de prijzen die werden toegekend:
|                                          | 2022                        | 2023                    | 2024           |
| Televisieprogramma                       | De Mol                      | Down the road           | De Verraders   |
| Mediapersoonlijkheid                     | James Cooke                 | Fien Germijns           | Daphne Agten   |
| Radioprogramma                           | Maarten & Dorothee (Qmusic) | Sven & Anke (Joe)       | Vincent Live   |
| Online videoreeks/Online persoonlijkheid | Average Rob                 | Elisabeth Lucie Baeten  | Timon Verbeeck |
| Podcast                                  | De Kroongetuigen            | Nerdland Maandoverzicht | Vik & Gert     |
| Fictiereeks                              | Nonkels                     | Knokke Off              | Chantal 2      |
| Deelnemer van het jaar                   | Bart Cannaerts              | -                       | -              |
| Mediamoment van het jaar                 | Philippe verlaat De Mol     | -                       | -              |
| Doorbraak                                | Gloria Monserez             | Aaron Blommaert         | Manu Van Acker |
| Juryprijs                                | Roomies                     | -                       | -              |
| Carrièreprijs                            | Bart Peeters                | Koen Wauters            | Gert Verhulst  |
| Impactprijs                              | -                           | Godvergeten             | Het Conclaaf   |
| Nieuwkomer                               | -                           | Boris                   | De Expeditie   |

2022 · 2023 · 2024